# Gypsaria
Gypsaria (łac. Gypsariensis) – stolica historycznej diecezji w Cesarstwie rzymskim, w prowincji Mauretania Cezarejska. Obecnie katolickie biskupstwo tytularne. 

## Biskupi
| Lp. | Biskup                         | Funkcja                                 | Od                | Do               |
| --- | ------------------------------ | --------------------------------------- | ----------------- | ---------------- |
| 1   | Joaquín Anselmo María Albareda | prefekt Biblioteki Watykańskiej         | 5 kwietnia 1962   | 20 kwietnia 1962 |
| 2   | Joakim Segedi                  | biskup pomocniczy Križevci (Chorwacja)  | 24 lutego 1963    | 20 marca 2004    |
| 3   | José Roberto Ospina Leongómez  | biskup pomocniczy Bogoty (Kolumbia)     | 19 kwietnia 2004  | 10 maja 2012     |
| 4   | Radosław Zmitrowicz OMI        | biskup pomocniczy kamieniecki (Ukraina) | 29 listopada 2012 |                  |